# سن بارت کوموتر
سن بارت کوموتر (به انگلیسی: St Barth Commuter) یک شرکت هواپیمایی با کد یاتا PV است که در تاریخ ۱۹۹۵ میلادی تأسیس شده‌است.
دفتر مرکزی سن بارت کوموتر در سن بارتلمی - فرودگاه گوستاف ۳ واقع شده‌است و به ۲۰ مقصد، پرواز مستقیم انجام می‌دهد.

## مقصدهای پروازی

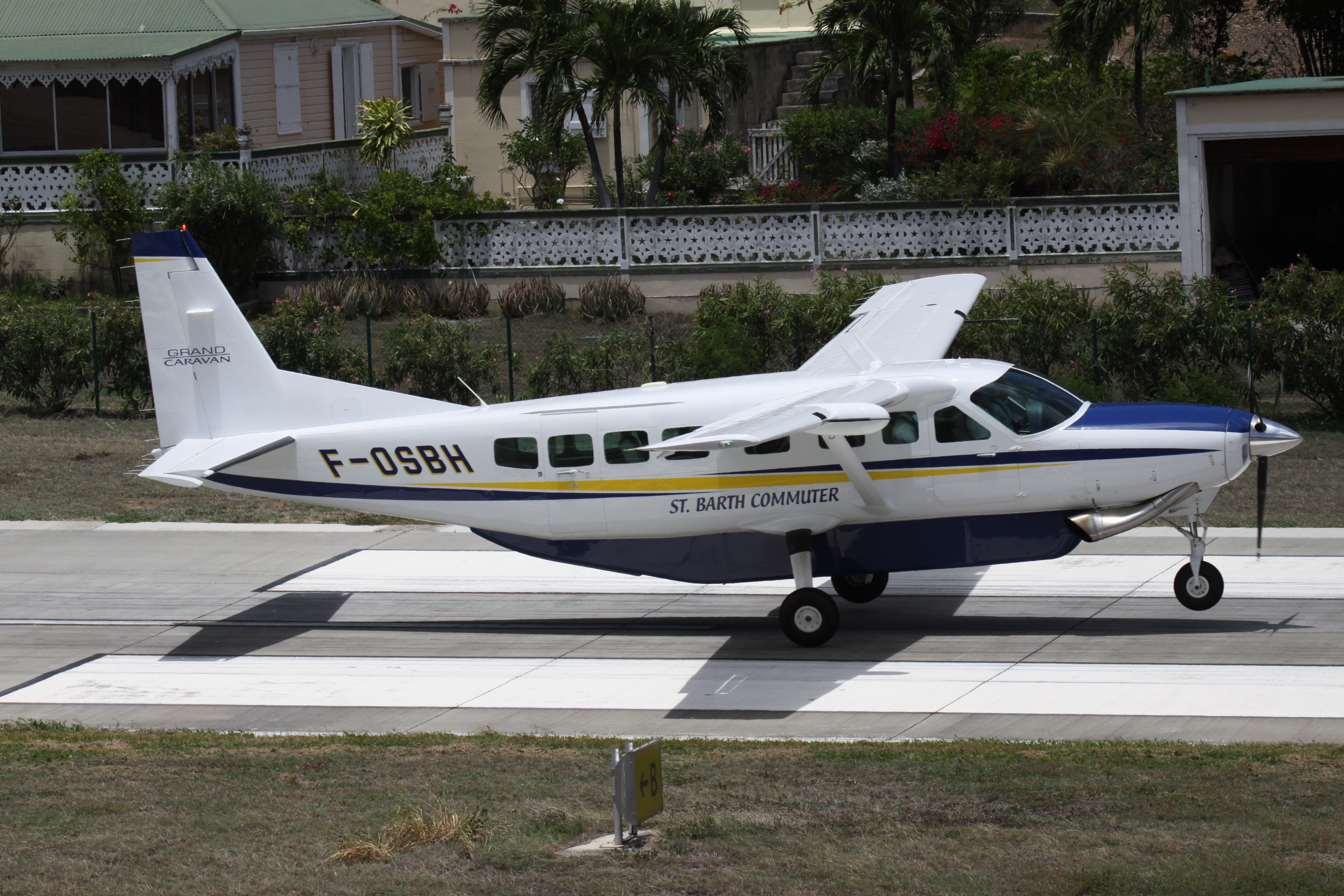

پایگاه اصلی :
- سن بارتلمی - فرودگاه گوستاف ۳ (SBH)

پروازهای برنامه‌ریزی‌شده:
- سینت مارتن - فرودگاه بین‌المللی پرینسس جولیانا (SXM)
- سنت مارتین فرانسه - فرودگاه لسپرانسه (SFG)
- آنتیگوآ و باربودا آنتیگوا فرودگاه بین‌المللی و. س. برد (ANU)

پروازهای چارتر
- آنگویلا
- آنتیگوآ و باربودا
  - آنتیگوا
  - بارابودا
- باربادوس
- جزایر ویرجین انگلستان
  - Tortola
- French West Indies
  - جزیره گوادلوپ
  - مارتینیک
  - سنت مارتین فرانسه
- گرنادا
- آنتیل هلند
  - سینت مارتن
  - سینت یوستیشس
- پورتوریکو
- سنت کیتس و نویس
  - سنت کیتس
  - نویس (جزیره)
- سنت لوسیا
- جزایر ویرجین ایالات متحده
  - سنت کرویکس، جزایر ویرجین ایالات متحده آمریکا
  - سنت توماس، جزایر ویرجین ایالات متحده آمریکا